# Nonggirrnga Marawili
Nonggirrnga Marawili (ou Noŋgirrŋa Marawili, Nongirrna Marawili), née vers 1939 et morte en octobre 2023,, est une artiste peintre et graveuse aborigène d'Australie du peuple Yolngu.
Originaire de la Terre d'Arnhem, dans le Territoire du Nord, elle a vécu de façon nomade entre différents sites liés au clan Madarrpa entre Blue Mud Bay (en) et Groote Eylandt.

## Biographie

### Origines aborigènes
Nonggirrnga Marawili naît vers 1938 ou 1939 sur la plage de Darrpirra, près de Djarrakpi, au nord de Cape Shield (ceb), sur la Terre d'Arnhem (péninsule de Gove), dans le Territoire du Nord, en Australie,,. Elle appartient au clan Maḏarrpa, du peuple Yolngu, et est la fille du célèbre artiste et guerrier pré-contact Mundukul.
Elle grandit au sein des communautés Baniyala (en) et Yirrkala en Terre d'Arnhem, mais a vécu en wakir’, ce qui signifie que sa famille se déplaçait fréquemment, campant sur des sites liés au clan Madarrpa entre Blue Mud Bay (en) et Groote Eylandt.

### Carrière
Marawili apprend à peindre sur écorce dans les années 1980, alors qu'elle aide son mari, Djutadjuta Mununggurr, à réaliser ses œuvres d'art représentant les motifs de son clan, Djapu. À cette époque, ils jouent tous deux un rôle essentiel dans la revitalisation de la pratique artistique yolngu, qui s'était essoufflée en raison de la répétitivité et du marché touristique. Dans sa pratique, elle représente les formes sacrées de son héritage Madarrpa et les histoires que lui ont racontées son père, Mundukul, et son mari.
La carrière de graveuse de Marawili commence après que le coordinateur artistique Andrew Blake a ouvert le Yirrkala Print Space en 1995. Ses gravures représentent à la fois des aspects de la vie quotidienne et de divers clans, notamment Djapu, Madarrpa et Galpu. Entre 1998 et 2015, elle a créé 21 estampes, dont des sérigraphies, des eaux-fortes et des gravures sur bois. Ses œuvres les plus remarquables sont Garrangali (1998), Bäru (1999) et Guya (2001).
Blake a également rétabli la tradition des « grandes écorces » à Yirrkala, ce qui a ravivé l'intérêt de la communauté pour la peinture sur écorce. Cela a conduit Nonggirrnga à sa première commande personnelle, Banumbirr, Morning Star, en 1994. En 1996, John Kluge lui confie la création de Djapu, Galpu Ties, une œuvre réalisée en collaboration avec les artistes Rerrkirrwanga (en) et Marrnyula Mununggurr (en). Comme son nom l'indique, cette œuvre traite des liens entre le clan de son mari, Djapu, et celui de sa mère, Galpu,.
Bien qu'elle commence sa carrière dans les années 1990, Marawili ne commence à peindre régulièrement qu'en 2005. Encouragée par le coordinateur artistique Will Stubbs, elle crée Wititj (2005) et Untitled (2005), qui démontrent sa capacité à ne pas se contenter de peindre des motifs strictement traditionnels, mais plutôt à y faire subtilement référence. Des œuvres comme celles-ci démontrent la capacité des Yolngu de Nonggirrnga à « reconnaître que le changement se produit à la surface [et] à l'accueillir de manière imaginative et productive. Mais [...] ils considèrent les principes et les lois établis par les êtres ancestraux comme un modèle éternel qui sous-tend la gestion de leur pays ».
En 2011, elle commence à peindre dans la cour du centre Buku-Larrnggay Mulka (en). Marawili est acclamée à la suite de son exposition de 2013 « And I am still here », organisée à la galerie Alcaston à Melbourne et qui présentait quinze peintures et quatre larrakitj. Les œuvres peintes présentées dans cette exposition combinent des éléments de motifs djapu, tels que des hachures et des treillis (comme ceux des brindilles traditionnellement tissées), et madarrpa, tels que des diamants. Ces œuvres partagent également le thème de la chasse, comme en témoignent les tasses à thé, les théières et les sacs dilly (en). Malgré les thèmes traditionnels, Marwili a toujours affirmé qu'il s'agissait de ses propres dessins, et non de dessins traditionnels ; dans un entretien de 2013, elle déclare que le feu qu'elle a peint est « juste un feu ordinaire, pas un feu Madarrpa ». En 2015, elle fait ses débuts à Manhattan avec son diptyque Baratjala (2014) à la James Cohan Gallery dans le cadre de l'exposition « All Watched Over ».

### Reconnaissance et expositions importantes
Marawili a remporté deux fois le prix de la peinture sur écorce lors des National Aboriginal and Torres Strait Islander Art Awards (en), en 2015 pour son œuvre Lightning in the Rock (qui a ensuite été acquise par le musée national du Victoria) et à nouveau en 2019 pour la peinture Lightning Strikes. Marawili est connue pour distiller « les dessins des clans Djapu et Madarrpa jusqu'à leurs éléments de composition essentiels », ce qui se traduit par le thème de la foudre. Ce thème est associé au serpent foudroyant des Madarrpa, un serpent ancestral qui utilise la foudre et le tonnerre pour communiquer avec d'autres serpents ancestraux.
Les écorces présentées dans « Marking the Infinite : Contemporary Women Artists from Aboriginal Australia » représentent la foudre, l'eau, le feu et la roche, qui sont des éléments clés des lois sacrées Madarrpa ; cependant, elle s'écarte des conventions de la peinture traditionnelle. Elle a déclaré un jour : « La peinture que je fais n'est pas sacrée. Je ne peux pas voler les peintures [sacrées de Madarrpa] de mon père. Je crée mes propres motifs à partir de l'extérieur. L'eau. La roche. Les rochers qui sont solides et les vagues qui courent et s'écrasent sur les rochers. Les embruns. C'est la peinture que je fais [...] Mais je connais les motifs sacrés. » Cependant, depuis 2015, elle est autorisée à peindre certains motifs claniques qui relient les Madarrpa au domaine de Baratjula, qui était un camp saisonnier pour les Marawili lorsqu'ils étaient enfants et qui est associé au commerce ancestral avec les marchands de Macassan.
La même année, Ishmael Marika produit le film Gapu Ga Gunda : The Art of Nongirrngga Marawili (2015).
En 2019, une exposition intitulée « Nonggirrnga Marawili : From My Heart and Mind » se tient à la galerie d'art de Nouvelle-Galles du Sud. Dans son article, le critique d'art du Sydney Morning Herald, John McDonald la considère comme « l'une des artistes indigènes les plus dynamiques en activité aujourd'hui ». À cette occasion, l'institution publie un catalogue d'exposition.
En 2020, son travail a été présenté à la Biennale de Sydney au Campbelltown Arts Center et au Museum of Contemporary Art Australia.
Des larrikitj, peintures sur écorce, et d'autres œuvres réalisées par un certain nombre de femmes artistes de Buku, dont les sœurs Nancy Gaymala Yunupingu (en), Gulumbu Yunupingu, Barrupu Yunupingu, Nyapanyapa Yunupingu (en) et Eunice Djerrkngu Yunupingu ; Dhuwarrwarr Marika ; Malaluba Gumana (en) ; Naminapu Maymuru-White ; Nonggirrnga Marawili ; Dhambit Mununggurr (en) et Margaret Wirrpanda (en) ont fait partie d'une exposition organisée de décembre 2021 à avril 2022 au Musée national du Victoria (Melbourne), intitulée « Bark Ladies: Eleven Artists from Yirrkala »,.

## Conservation
Les œuvres de Nonggirrnga Marawili sont conservées dans des institutions importantes en Australie et dans le monde :
- Australie
  - Galerie d'art de Nouvelle-Galles du Sud (Sydney)[16]
  - Musée et galerie d'art du Territoire du Nord (proche de Darwin)
  - Galerie nationale d'Australie (Canberra)[17]
  - Musée national du Victoria (Melbourne)[18]
  - Musée d'Art contemporain d'Australie (Sydney)[19]

- États-Unis
  - Metropolitan Museum of Art (New York)[20]
  - Kluge-Ruhe Aboriginal Art Collection (en) de l'université de Virginie (Charlottesville)

- Nouvelle-Zélande
  - Musée d'Art d'Auckland (Auckland)[21]

### Filmographie
- (en) Ishmael Marika, Gapu Ga Gunda : The Art of Nongirrngga Marawili (2015).